# 肯尼森鎮區 (北達科他州拉穆爾縣)
肯尼森鎮區（英語：Kennison Township）是位於美國北達科他州拉穆爾縣的一個鎮區。

## 地方資料
肯尼森鎮區的面積為92.85平方千米，當中陸地面積為92.80平方千米，而水域面積為0.05平方千米。根據2020年美國人口普查的數據，當地共有人口106人，而人口密度為每平方千米1.14人。